# Nektar
Nektar ali medičina je sladka tekočina, ki jo izločajo žleze v cvetovih rastlin. Je hranljiva snov, s katero rastlina privablja žuželke (predvsem kožekrilce, komarje, muhe trepetavke, metulje) in redkeje druge živali (na primer določene vrste ptičev, netopirje ter druge), ki nato s prenosom peloda (opraševanjem) sodelujejo pri njenem razmnoževanju ali rastlini pomagajo na kak drug način. Sladek sekret izločajo nektarialne žleze, tudi medovniki, nektariji in nektarne žleze. Poznamo cvetne medovnike in izvencvetne medovnike, ki se med seboj razlikujejo po mestu nahajanja na rastlini.
Ta sok nastaja v citoplazmi žleznih celic in v glavnem vsebuje vodo, ogljikove hidrate, beljakovine, organske kisline, fosforjeve spojine, različne dišavne spojine, katione, več vodotopnih vitaminov in številne encime. Sestava nektarja lahko variira od posamezne rastlinske vrste do druge, saj jih obiskujejo različni opraševalci, ki imajo svoje potrebe in preference.
Nektar je hkrati ekonomsko pomembna snov, ker predstavlja vir sladkorjev za pridelavo medu. Uporaben je tudi v kmetijstvu in vrtnarstvu, saj se z njim prehranjujejo odrasli stadiji nekaterih plenilskih žuželčjih vrst. Takšne so denimo parazitoidne ose različnih vrst, katerih prehrana v glavnem temelji na medičini.
Če rastlina izloča nektar, se bo vidno povečalo število obiskov opraševalcev in bo posledično poteklo več oploditev, kar je glavni cilj samega odnosa opraševanja. Hkrati bo večje število obiskov pri večini rastlinskih vrst vodilo v bolj intenzivno sekrecijo nektarja. Po uspešni oprašitvi bodo rastline običajno ostali nektar absorbirale nazaj v svoja tkiva in sestavine uporabile za svoje potrebe ali jih shranile za naslednjo razmnoževalno obdobje.

## Etimologija
Beseda nektar izvira iz grškega izraza nektar, ki označuje božansko pijačo večnega življenja. Termin sestoji iz dveh enot; nek pomeni smrt in tar predstavlja zmožnost premagovanja. Okoli leta 1600 pred našim štetjem so prvič uporabili besedo nektar kot oznako za sladko tekočino cvetov.

## Sestava
Nektar vsebuje številne različne snovi, pri čemer je sestava v veliki meri odvisna tudi od posamezne rastlinske vrste in tipa opraševalcev, ki se z nektarjem prehranjujejo. V evolucijskem razvoju rastlin so imele namreč prednost tiste, ki so opraševalcem ponudile bolj kvalitetno hranilno raztopino, ker so ti raje obiskovali cvetove tovrstnih vrst in posledično s seboj nosili pelodna zrna ter omogočali oploditev. Običajno največji delež nektarja predstavlja voda (vse od 60 do 85 odstotkov).
Pomembna sestavina nektarja, ki je največkrat glavni razlog, da opraševalci obiščejo rastlino, so različni ogljikovi hidrati. Gre predvsem za glukozo (ali grozdni sladkor), fruktozo (ali sadni sladkor) in saharozo (ali trsni sladkor), ki se v medičinah različnih rastlinskih vrst pojavljajo v variabilnih koncentracijah. V nektarju so raziskovalcu našli še mnoge druge ogljikovega hidrate; denimo arabinozo, galaktozo, manozo, gentiobiozo, laktozo, maltozo, melibiozo in rafinozo. Ključne so tudi beljakovine (predvsem encimi), aminokisline (v medičini je bilo najdenih že vseh 20 najpogostejših, prevladujejo alanin, arginin, serin, prolin, glicin, izolevcin, treonin in valin), organske kisline, fosforjeve spojine, številne dišavne spojine, kationi (K+, Na+, Ca2+, Mg2+), več vitaminov B kompleksa, vitamin C, različni rastlinski hormoni, nikotinska kislina in folna kislina. Dišavne spojine služijo privabljanju opraševalcev in odvračanju rastlinojedih plenilcev. Zaščitno vlogo imajo tudi mnogi alkaloidi in polifenoli.
Obstaja povezava med deležem ogljikovih hidratov v nektarju in količino floemskega prevajalnega tkiva. Če večino prevajalnih tkiv predstavlja floem, se bo koncentracija sladkorjev v medičini približala 50%. V nasprotnem primeru, ko večino transportnih tkiv predstavlja ksilem, ki je zadolžen za prevajanja mineralov in vode, bo delež ogljikovih hidratov veliko manjši (po nekaterih podatkih samo 8%).

## Cvetni medovniki
Cvetni medovniki ali cvetne nektarialne žleze, pa tudi floralni nektariji, so tip nektarialnih žlez, ki se nahajajo na področju cveta; denimo na cvetišču, venčnih listih, čašnih listih, prašnikih, plodnici ali medovnih listih. Glavna funkcija cvetnih medovnikov je privabljanje opraševalcev, ki so lahko tako vretenčarji (na primer kolibriji in netopirji) kot nevretenčarji (čebele, nočni metulji in drugi).
Večina rastlinskih vrst družine ustnatic (Lamiaceae) ima posebne nektarije diskaste oblike, ki se nahajajo okoli spodnjega dela pestiča in so nastali iz tkiva plodnice. Za družino križnic (Brassicaceae) so značilne nektarialne žleze ob spodnjem delu prašnične niti. Mnoge enokaličnice imajo nektarije na področju čašnih listov in v neposredni bližini spodnjega dela pestiča, nektar pa se izloča skozi majhne pore na površini pestiča. Nektarialne žleze so zelo variabilne in se razlikujejo od ene rastlinske vrste do druge, lahko so različnih barv in simetrij, variira tudi njihovo število na posameznem osebku. Poleg klasične delitve na cvetne in izvencvetne medovnike se prepoznava strukturne nektarije, med katere uvrščamo posebej specializirane tkivne odseke, ki so v prvi vrsti namenjeni sekreciji nektarja. Drugi tip so območja na epidermu, kjer medičino izločajo celice, ki niso diferencirane in hkrati sekrecijo nektarja izvajajo v nerednih intervalih. Različni tipi nektarialnih žlez so se razvili v procesu koevolucije rastlin z opraševalskimi vrstami, ki so posamezne rastlinske vrste obiskovali in se prehranjevali z njihovim pelodom ter nektarjem. Za žlezne celice epiderma, ki gradijo nektarije, je značilna večja količina nekoliko bolj goste citoplazme, prepoznavanje pa olajša rahlo povečano celično jedro tovrstnih celic. V sekretorno regijo floemsko prevajalno tkivo prinaša sladkorje in ostale snovi nujne za izdelavo nektarja, ki se nato izloči s posebnimi vezikli, nastalimi pod vplivom endoplazemskega retikla. Cvetovi, kjer so nektarialne žleze daljše, imajo v njih pogosto izrastek floemske žile, ki olajša transport na daljše razdalje.
Opraševalci se prehranjujejo z nektarjem in običajno (odvisno od lokacije nektarialne žleze) na tak način pripomorejo k oploditvi rastlin, saj s premikanjem po cvetu povzročijo sproščanje pelodnih zrn, ki padejo tudi nanje, pelod pa nato pustijo na cvetu druge rastline, kamor se prav tako pridejo hranit. Nekatere rastlinske vrste uporabljajo medičino kot nagrado za žuželke (pogosto mravlje), ki jih branijo pred rastlinojedimi plenilci. Mnoge družine rastlin so razvile posebne votle, podolgovate in cevaste podaljške, ki jih imenujemo ostroge. Nastale so iz različnih tkiv (recimo iz venčnih ali časnih listov). Namenjene so opraševalcem, ki pristanejo na njihovi površini in lažje dostopajo do nektarialnih žlez ter pojedo medičino, ki se izloča iz njih. Oblika in dolžina ostroge je lahko odločevalni dejavnik za tip opraševalcev, ki obiskujejo posamezno rastlinsko vrsto.
Cvetni medovniki so občasno namenjeni obrambi rastline; pri rastlinah tobaka so sestavina nektarja poleg sladkorjev in organskih spojin tudi nekatere antimikrobne sestavine ter antimikotiki, ki varujejo pestič pred določenimi patogeni.
Floralni nektariji so se razvili v številne tipe, ki so v glavnem sledili potrebam in preferencam opraševalcev, ki so cvetove najpogosteje obiskovali. Pri družini Melastomataceae so se cvetni medovniki razvili večkrat v evolucijskem razvoju, mnogokrat so jih rastline te družine tudi izgubile, ker niso imeli vselej velike pomembnosti. Poznani so primeri, ko so rastline izvorno proizvajale nektar v nektarialnih žlezah, a so to sposobnost izgubile, ker ni bilo dovolj opraševalcev, ki bi medičino zaužili in obenem prenesli pelodna zrna. Namesto tega so se rastline usmerile v pridelavo večjih količin peloda. Velja, da so se nektariji razvili ravno zaradi mutualističnega odnosa rastlin in opraševalcev, kar je lepo vidni pri vetrocvetkah, ki v večini primerov nektarijev nimajo, ker ni opraševalcev, ki bi jim bila medičina namenjena. Pri rastlinah, ki jih oprašujejo živali z dolgimi in ozkimi jeziki, se nektarialne žleze nahajajo v plodnicah, ker lahko opraševalci s svojim jezikom dosežejo medičino in hkrati opravijo oprašitev. Nektariji na venčnih in čašnih listih so bolj pogosti pri rastlinah, ki jih obiskujejo živali s kratkimi jeziki, ker te ne morejo seči tako globoko.

## Izvencvetni medovniki
Izvencvetni medovniki ali izvencvetne nektarialne žleze, pa tudi ekstrafloralni nektariji, so tip nektarialnih žlez, ki se razvijejo zunaj regije cveta. Zanje je značilno, da nimajo zveze z opraševanjem rastline in se nahajajo na mnogih različnih mestih; poznani so nektariji na listnih pecljih pri rodovih Acacia in Prunus, v kotih med listnimi žilami pri cigarovcu, Catalpa, in prilistih pri grašici, Vicia. Opisani so bili na mnogih rastlinskih delih (nekateri se nahajajo celo na poganjkih in sadežih). Velja, da se nektarialne žleze nahajajo v neposredni bližini rastlinskih žil, ki služijo kot vir sestavin za tvorbo nektarja. Izvencvetni medovniki so še bolj raznoliki kot cvetni, saj se poleg oblike med seboj razlikujejo tudi v mehanizmu delovanja in velikosti. Nekateri so zgolj preprosti enocelični trihomi, druge predstavljajo izjemno zapletene strukture, ki imajo celo svoje žilno omrežje.
Funkcija izvencvetnih medovnikov pri posameznih rastlinskih vrstah ni vedno popolnoma jasna, a se predvideva, da je povezana z regulacijo sladkorjev. V večini primerov tovrstni nektariji krepijo odnos med rastlino in žuželkami. Za razliko od cvetnih medovnikov, ki so namenjeni opraševalcem, se izvencvetnim pripisuje obrambna vloga. Nektar namreč privablja plenilske žuželke, ki se z njim hranijo, a obenem uplenijo druge rastlinojede žuželke, ki so se prišle hranit z rastlinskimi tkivi. Iz tega je razvidno, da te žuželke delujejo kot nekakšni telesni stražarji in rastlini dajejo veliko prednost pred tekmeci, ki takega mutualističnega odnosa niso razvili. Opaženo je bilo, da številne žuželčje plenilske vrste raje obiskujejo rastline z izvencvetnimi nektariji. Razmeroma poznan je primer akacijevih dreves in mravelj, ki od rastline dobijo bivališče ter reden dotok hranil, same pa v zameno agresivno ščitijo drevo pred vsakršnimi rastlinojedi in rastlinskimi tekmeci. Za pasijonke je značilno, da uporabljajo svoje ekstrafloralne nektarije za privabljanje mravelj, ki rastlino ščitijo pred dvema vrstama metuljev, ki na liste odlagata svoja jajčeca. Mnoge mesojede rastline imajo svoje izvencvetne medovnike za privabljanje plena.
Z nektarialnimi žlezami se je ukvarjal že evolucijski biolog Charles Darwin, ki je trdil, da so medovniki sicer struktura, ki jo žuželke zelo rade obiskujejo, a rastlinam njihova prisotnost ne koristi. Britanec je verjel, da so te žleze namenjene ekskreciji odpadnih spojin, ki pa jih oportunistične žuželke uporabijo za svojo prehrano. Obrambno vlogo je ekstrafloralnim nektarijem pripisal italijanski botanik Federico Delpino v svoji monografiji Funzione mirmecofila nel regno vegetale iz leta 1886. Ta trditev je povzročila manjši spor med Darwinom in Delpinom, ki sta sicer redno sodelovala.
Izvencvetne medovnike so opisali pri več kot 3941 vrstah višjih rastlin, pripadajočim 745 rodovom in 108 družinam, od katerih jih 99,7% pripada kritosemenkam, vse skupaj pa predstavljajo od 1,0 do 1,8% vseh znanih vrst. Najbolj razširjeni so med dvokaličnicami, kjer se pojavljajo pri 3642 vrstah (od 654 rodov in 89 družin). Družine, kjer je bilo zabeleženih največ izvencvetnih medovnikov so metuljnice, Fabaceae (s 1069 vrstami), Passifloraceae (s 438 vrstami) in slezenovke, Malvaceae (s 301 vrstami). Rodovi z največjim pojavljanjem ekstrafloralnih nektarijev so pasijonka, Passiflora (322 vrst, rod spada v družino Pasifloraceae), Inga (294 vrst, rod spada v družino metuljnic) in akacija, Acacia (204 vrste, rod iz družine metuljnic). Ostali pomembnejši rodovi z izvencvetnimi medovniki so vrba, Salix (iz družine vrbovk, Salicaceae), Prunus (iz družine rožnic, Rosaceae) in Gossypium (iz družine slezenovk, Malvaceae).
Nektarije so zabeležili tudi pri 39 vrstah praprotnic, ki spadajo v 7 rodov in 4 družine iz redov Cyatheales in Polypodiales. Niso pa prisotni pri mahovih, golosemenkah, zgodnjih kritosemenkah in nekaterih drugih. Filogenetske raziskave in široka razširjenost ekstrafloralnih nektarijev kažejo, da so se ti razvili večkrat v evolucijskem razvoju rastlin.